# Национальный музей Малайзии
Национальный музей Малайзии (малайск.  Muzium Negara Malaysia) — крупнейший государственный музей истории и культуры в стране.

Вход в Национальный музей Малайзии

## Основное здание
Основан в 1963 году в Куала-Лумпуре. Здание, напоминающее внешне традиционный малайский дом, построено по проекту компании Хо Квонг Ю & сыновья. По обе стороны от центрального входа огромные мозаики с эпизодами истории Малайзии (художник Ник Зайнал Ник Салех). В собрании музея: археологические коллекции, собрание нумизматики, холодного оружия (в том числе крисов), головных уборов, кукол теневого театра ваянг, музыкальных инструментов, женских украшений, коллекция тканей и одежды. В этнографическом зале диорамы со сценами традиционных обрядов народов страны. При музее функционирует зоологический отдел и галерея спорта. Музей координирует работу других музеев, возглавляет движение по охране памятников истории и культуры, ведёт исследовательскую работу. Музей соединён надземным пешеходным мостом с Национальным планетарием.

## Истана Сату
Istana Satu (первый дворец). — памятник малайского деревянного зодчества XIX в. Временное убежище султана Тренггану, построенное по проекту придворного архитектора Дерахима Эндута вместо сгоревшего в пожаре султанского дворца. Архитектурно напоминает традиционный малайский дом с двускатной крышей на девяти сваях. Сооружен без единого гвоздя. Интерьер украшен резьбой по дереву. В 1974 году реставрирован и перенесен в Куала-Лумпур. Внутри размещена экспозиция, представляющая внутреннее убранство дворца. Функционирует как филиал Национального музея.